# Hi wa mata noboru
Pour plus de détails, voir Fiche technique et Distribution.
Hi wa mata noboru (陽はまた昇る) est un film japonais réalisé par Kiyoshi Sasabe, sorti en 2002.

## Synopsis
En 1973, l'entreprise JVC est en difficulté. L'ingénieur Kagaya, proche de la retraite, doit restructurer la division « vidéo » de l'entreprise. Il comment secrètement à travailler avec ses équipes sur un nouveau format : le VHS.

## Fiche technique
- Titre : Hi wa mata noboru
- Titre original : 陽はまた昇る
- Réalisation : Kiyoshi Sasabe
- Scénario : Kiyoshi Sasabe
- Musique : Michiru Ōshima
- Photographie : Daisaku Kimura
- Montage : Hideaki Ohata
- Production : Shigeaki Komatsu et Sunao Sakagami
- Société de production : JVC Pictures, Kaga Electronics, Nippon Shuppan Hanbai, Shichie et Toei Company
- Pays :  Japon
- Genre : Biopic et drame
- Durée : 108 minutes
- Dates de sortie : 
  -  Japon : 15 juin 2002

## Distribution
- Toshiyuki Nishida : Kagaya (basé sur Shizuo Takano, le « père de la VHS »)
- Ken Watanabe : Okubo
- Naoto Ogata : Eguchi
- Kyōko Maya : Keiko Kagaya
- Ryōko Shinohara : Natsuka Kashiwagi
- Adeyto : la secrétaire
- Katsutoshi Atarashi : Miyashita
- Mitsuko Baishō : Masae Murakami
- Tōru Emori : Terayama, le président de Sony
- Renji Ishibashi : Kanezawa, le vice-président de JVC
- Hōshi Ishida : Yuji Kagaya
- Mitsuru Kato : Ono (JVC)
- Jun Kunimura : Koide
- Tatsuya Nakadai : Matsushita (Matsushita Denki)
- Isao Natsuyagi : Takeda, le président de JVC
- Ryōsei Tayama : Hattori (JVC)
- Cliff Taylor : l'Américain
- Masane Tsukayama : Watarai, le directeur général de JVC

## Distinctions
Le film a été nommé pour quatre Japan Academy Prizes.